# José Ron
José Ron (Guadalajara, Jalisco, 8 de agosto de 1981) es un actor mexicano.

## Biografía
Inició su carrera actoral en el año 2004 en la telenovela Mujer de madera y luego de esto en varias más de la cadena Televisa como Rebelde, Código postal y Muchachitas como tú.
En el 2008, obtuvo su primer papel protagónico en Juro que te amo, en la que compartió roles con Ana Brenda Contreras.
En 2009/2010, actuó en Los exitosos Pérez, bajo la mano de José Alberto Castro, versión de la serie argentina Los exitosos Pells. Dicha actuación fue merecedora al premio TVyNovelas como el mejor actor juvenil.
En 2010 trabajó en Cuando me enamoro junto a Silvia Navarro y Juan Soler.
En 2011-2012, protagonizó la telenovela La que no podía amar nuevamente al lado de Ana Brenda Contreras e interactuando junto con Jorge Salinas, cuya actuación fue merecedora al premio de TVyNovelas como el mejor actor secundario.
A fines del 2012, sería convocado por Mapat para ser el protagonista en La mujer del vendaval, junto con Ariadne Díaz.
En 2014-2015 protagoniza Muchacha italiana viene a casarse junto a Livia Brito.
A finales del 2015, protagoniza Simplemente María con Claudia Álvarez y Ferdinando Valencia.
En 2017 protagoniza  Enamorándome de Ramón junto a Esmeralda Pimentel.
En 2020 protagoniza Te doy la vida junto a Eva Cedeño y Jorge Salinas.

## Trayectoria

### Telenovelas
| Año       | Telenovela                        | Personaje                            | Ref.        |
| --------- | --------------------------------- | ------------------------------------ | ----------- |
| 2024-2025 | Papás por conveniencia            | Tino Guevara                         | [ 3 ] [ 4 ] |
| 2023-2024 | El gallo de oro                   | Dionisio Pinzón                      | [ 5 ] [ 6 ] |
| 2022-2023 | La mujer del diablo               | Cristo Beltran                       | [ 7 ] [ 8 ] |
| 2021      | La desalmada                      | Rafael Toscano                       | [ 9 ]       |
| 2020      | Te doy la vida                    | Pedro Garrido                        | [ 10 ]      |
| 2020      | Rubí                              | Alejandro Cárdenas                   | [ 11 ]      |
| 2019      | Ringo                             | Juan José Ramírez Rojas, «Ringo»     | [ 12 ]      |
| 2018      | Por amar sin ley                  | Ramón Valdez                         | [ 13 ]      |
| 2017      | Enamorándome de Ramón             | Ramón López Ortiz                    | [ 14 ]      |
| 2015-2016 | Simplemente María                 | Alejandro Rivapalacio Landa          | [ 15 ]      |
| 2014-2015 | Muchacha italiana viene a casarse | Pedro Ángeles                        | [ 16 ]      |
| 2012-2013 | La mujer del Vendaval             | Alessandro Augusto Casteló Berrocal  | [ 17 ]      |
| 2011-2012 | La que no podía amar              | Gustavo Durán                        | [ 18 ]      |
| 2010-2011 | Cuando me enamoro                 | Matías Monterrubio                   | [ 19 ]      |
| 2009-2010 | Los exitosos Pérez                | Tomás Arana                          | [ 20 ]      |
| 2008-2009 | Juro que te amo                   | José María Aldama                    | [ 21 ]      |
| 2007      | Muchachitas como tú               | Jorge                                | [ 22 ]      |
| 2006-2007 | Código postal                     | Patricio González de la Vega Mendoza | [ 23 ]      |
| 2004-2006 | Rebelde                           | Enzo                                 | [ 24 ]      |
| 2004-2005 | Mujer de madera                   | Adrián                               | [ 24 ]      |

### Series de televisión
- ¿Quién es la máscara? (2022) - Jinete[25]
- Tiempo final (2009) - Episodio El funeral .... Martín Arismendi
- Locas de amor (2009).... Marcos[26]
- Bajo el mismo techo (2005).... Eugenio[27]

### Teatro
- Godspell (2014).... Jesús[28]
- Perfume de Gardenia (2013).... Miguel Ángel[29]

## Premios y reconocimientos

### Premios TVyNovelas
| Año  | Categoría               | Telenovela            | Resultado |
| ---- | ----------------------- | --------------------- | --------- |
| 2020 | Mejor actor protagónico | Ringo                 | Ganador   |
| 2018 | Mejor actor protagónico | Enamorándome de Ramón | Nominado  |
| 2012 | Mejor actor coestelar   | La que no podía amar  | Ganador   |
| 2010 | Mejor actor juvenil     | Los exitosos Pérez    | Ganador   |
| 2009 | Mejor actor juvenil     | Juro que te amo       | Nominado  |

### Premios Juventud
| Año  | Categoría                | Telenovela                        | Resultado |
| ---- | ------------------------ | --------------------------------- | --------- |
| 2016 | Mi protagonista favorito | Muchacha italiana viene a casarse | Nominado  |
| 2014 | ¡Está buenísimo!         | La mujer del Vendaval             | Nominado  |

### TV Adicto Golden Awards
| Año  | Categoría                    | Telenovela                        | Resultado |
| ---- | ---------------------------- | --------------------------------- | --------- |
| 2012 | Mejor pareja                 | La mujer del vendaval             | Ganador   |
| 2014 | Mejor protagonista masculino | Muchacha italiana viene a casarse | Ganador   |
| 2019 | Mejor protagonista masculino | Ringo                             | Ganador   |
| 2020 | Mejor protagonista masculino | Te doy la vida                    | Ganador   |

### Presea Luminaria de Oro 2019
- Reconocimiento por desempeño a: José Ron, por Ringo[41]